# Thomas Starzl
Thomas Earl Starzl (Le Mars, 11 de março de 1926 – Pittsburgh, 4 de março de 2017) foi um médico e pesquisador estadunidense, especialista em transplantes de órgãos. Realizou os primeiros transplantes de fígado humano e é frequentemente chamado de "o pai do transplante moderno".